# Sorubim cuspicaudus
El blanquillo (Sorubim cuspicaudus) es una especie de pez de la familia Pimelodidae en el orden de los Siluriformes.

## Morfología
- Los machos pueden llegar alcanzar los 80 cm de longitud total.[3] En promedio, miden 52,8 cm de longitud y pesan 581,5 g. Las hembras presentaron mayor longitud que los machos.[2]
- Número de  vértebras: 50-54.[3][4]

## Hábitat
Es un pez de agua dulce y de clima tropical.

## Distribución geográfica
Se encuentran en Sudamérica:  cuencas de los ríos  Magdalena y  Sinú y del lago Maracaibo.